# Shaohao

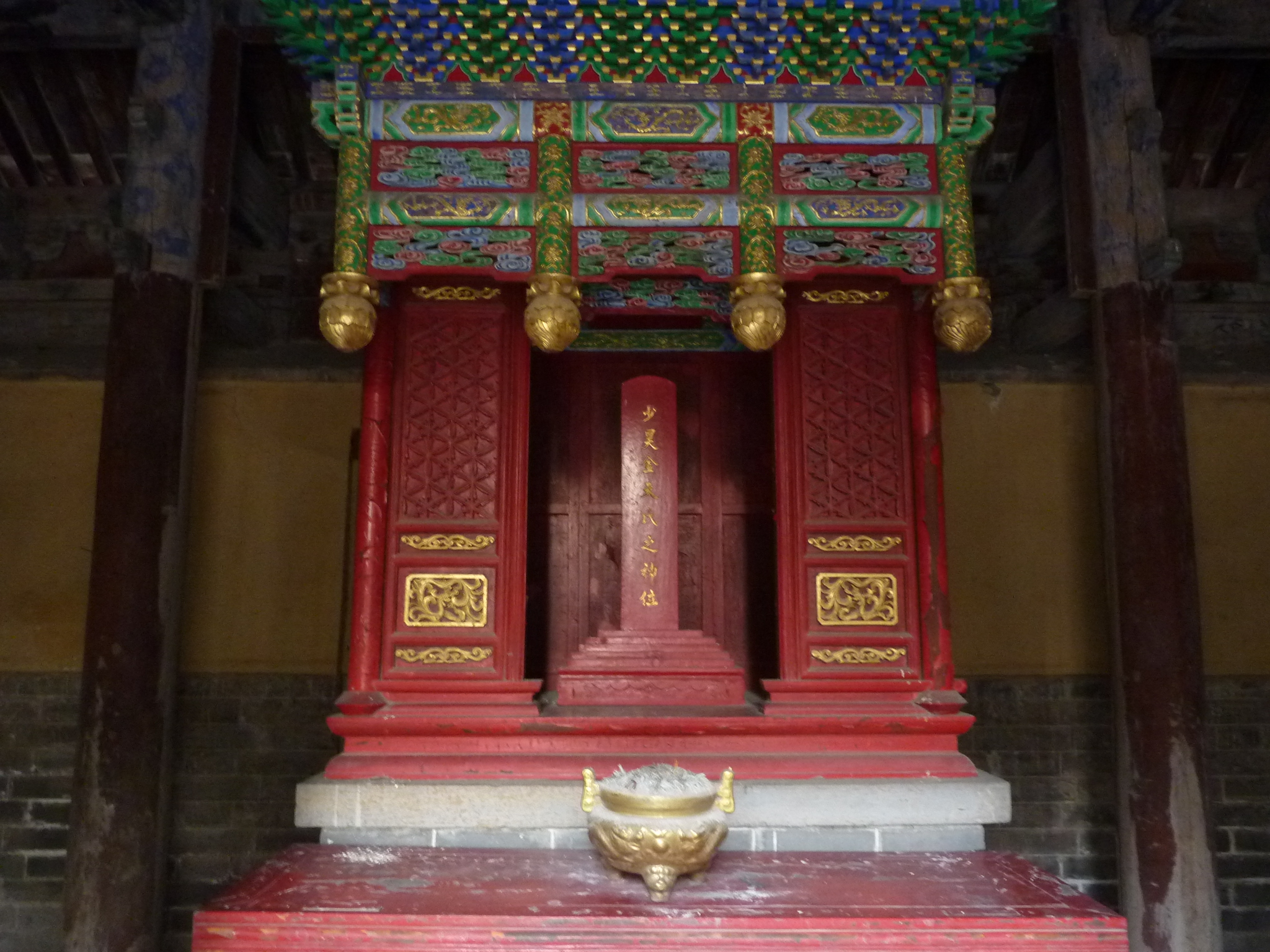
Einer der Tempel für Shaohao, an den angenommen Platz seines grave site (Qufu, Shandong)

Shaohao (chinesisch 少昊 / 少皞, Pinyin shǎo hào, auch: Shao Hao, Jin Tian, Xuanxiao) war einer der legendären Herrscher Chinas der Vorzeit um 2600 v. C. Shaohao gilt als Sohn des Gelben Kaisers. In manchen Überlieferungen, wie zum Beispiel dem Buch der Urkunden, wird er zu den Drei Herrschern und fünf Kaisern gezählt.
Die Historizität von Shaohao ist umstritten. Die Schule der Zweifel an der Antike (unter anderen Gu Jiegang) vermutet, dass Shaohao später von Liu Xin als Teil einer Kampagne zur Revision der Geschichte in den Kanon der Alten Texte eingetragen wurde, vermutlich bereits im ersten Jahrhundert nach Christus.

## Konfuzianische Tradition
Die gängige Version seiner Lebensgeschichte ist erst seit dem 1. Jahrhundert nach Christus, aus der Zeit der Altan Han-Dynastie belegt. Darin heißt es, dass Shaohao der Sohn des Gelben Kaisers ist. Er war der Anführer des Stammes der Dongyi und verlegte die Hauptstadt nach Qufu in Shandong. Er herrschte 84 Jahre lang und wurde gefolgt von seinem Neffen Zhuanxu.
In der Version des älteren Shiji gab es noch keinen Herrscher (chinesisch 帝) zwischen dem Gelben Kaiser und Zhuanxu; Shaohao wird jedoch erwähnt als ein Mann, der sich über einen unehrlichen Sohn ärgerte. Gewöhnlich wird er auch mit Xuanxiao (玄囂) identifiziert, dem ältesten Sohn des Gelben Kaisers. Dadurch könnte man seinen Sohn als Jiaoji (蟜極) identifizieren, Xuanxiaos Sohn, der in der Erbfolge nicht berücksichtigt wurde. Jiaojis Sohn, der Kaiser Ku und seine Enkel Di Zhi und Yao wurden stattdessen Herrscher.
Shaohaos Grab, welches wahrscheinlich während der Song-Dynastie gebaut wurde, befindet sich nach der Tradition in Jiuxian („Alte Präfektur“) in den östlichen Vororten von Qufu. Der Park um das Grabmonument beherbergt auch das Monument Shou Qiu, wo nach der Legende der Gelbe Kaiser geboren wurde.

## Abweichende Legenden
In einer anderen Überlieferung heißt es, dass Shaohao nicht der Sohn des Gelben Kaisers war. Danach war seine Mutter eine Weber-Göttin mit Namen Huang'e, die sich in den Planeten Venus (chinesisch 金星, Jin Xing) verliebte, als sie den Himmelsfluss (die Milchstraße) entlangtrieb. Die beiden hatten mehrere Liebesnächte auf dem Floß und ihrer Vereinigung entsprang der Sohn Shaohao, der zu einem schönen jungen Mann mit großen Fähigkeiten heranwuchs. Sein Großonkel, der gelbe Kaiser war von ihm so beeindruckt, dass er ihn zum Gott der westlichen Himmel ernannte.
Die Legende erzählt auch, dass er ein Königreich in den Fünf Bergen des östlichen Paradieses gründete, in dem die verschiedensten Vogelarten lebten. Als Beherrscher dieses bürokratisch verwalteten Landes, nahm er die Gestalt eines Geiers an. Andere Vögel unterstanden seiner Herrschaft, so der Phönix als Kanzler, der Falke als Ausführer des Rechts und die Taube als Erzieherin. Die vier Jahreszeiten wurden dazu bestimmt, die anderen Vogelarten zu beherrschen.

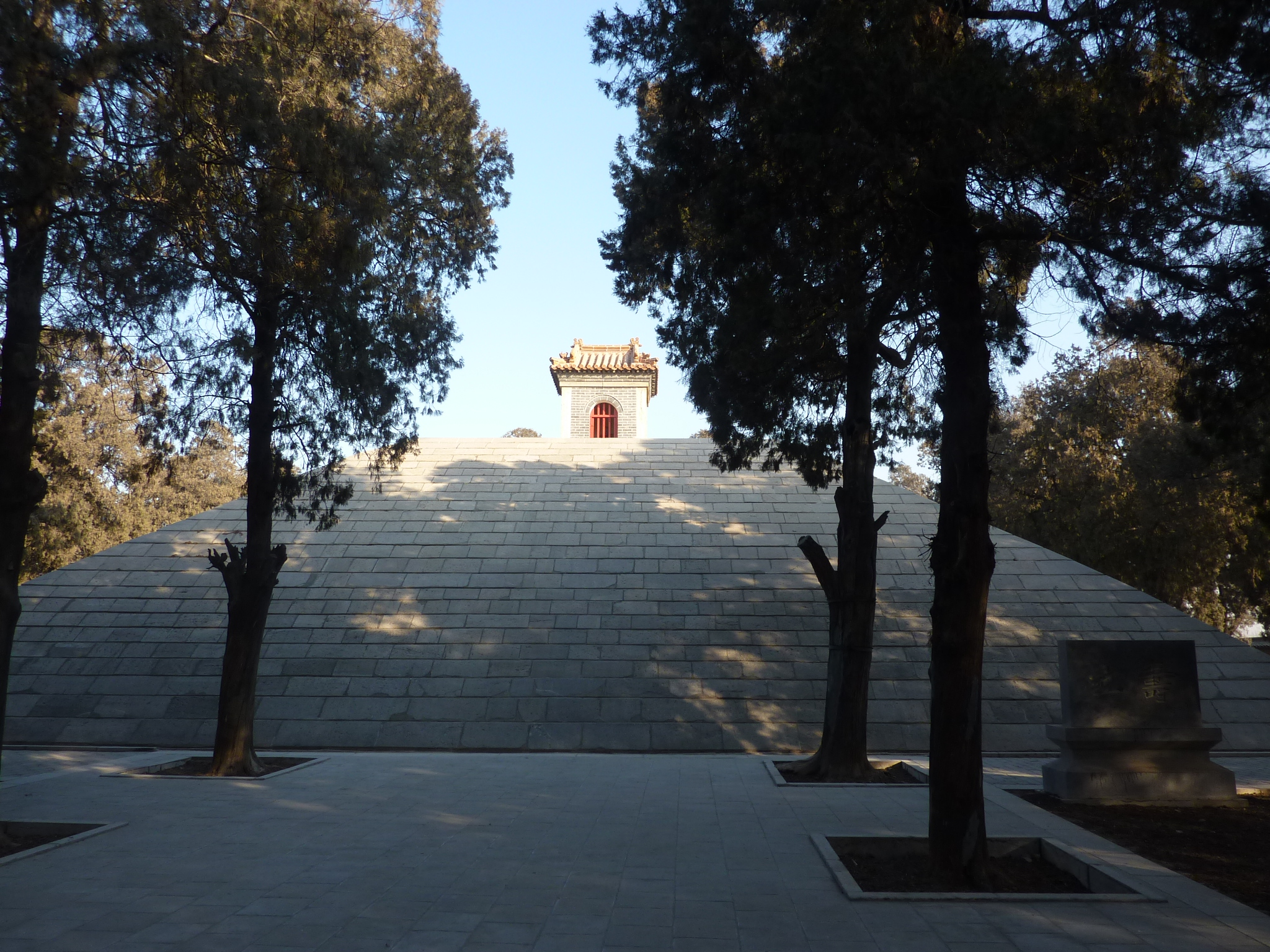
Steinverkleidete Pyramide als Grab des Shaohao bei Qufu.

Nach einer erfolgreichen Regierungszeit ging er zurück nach Westen und überließ seinem Sohn Chong, auch bekannt als „Goumang“, die Herrschaft. Mit einem anderen Sohn, Ru Shou, nahm er auf dem Berg Changliu seinen Wohnsitz, von wo aus er über die westlichen Himmel herrschte. Gemeinsam waren sie zuständig für den täglichen Sonnenuntergang. Shaohao wird auch verehrt als der Erfinder der 25-saitigen Leier.

## Kontroverse um die Historische Glaubwürdigkeit
Ob Shaohao existierte, wird kontrovers diskutiert. Die Yigupai (vor allem Gu Jiegang) geht davon aus, dass Shaohao erst in der Han-Dynastie von dem kaiserlichen Bibliothekar Liu Xin eingeführt wurde. Nach dieser Theorie versuchte Liu Xin, eine Narrative der Sukzession von legendären Königen und Abfolgen von Dynastien zu erschaffen, die die Theorie der „Abfolge der Fünf Elemente“ für die Sukzession der Dynastien legitimierte, wodurch auch die Abfolge von Han- und Xin-Dynastie legitimiert wurde.
Wissenschaftlicher Konsens ist, das ein Shaohao ein Herrscher der Dongyi, eines Volksstammes in Ost-China war. Man vermutet, dass die Verehrung von Shaohao aus dem Westen vom Staat Qin (秦) eingeführt wurde, als sie nach Westen zogen. Historische Belege finden sich im Zuozhuan, aber die Abstammungslinie, die dort zitiert wird, kommt in zeitgenössischen oder älteren Texten nicht vor.

## Shaohao und Kim Yu-sin
Das koreanische Samguk Sagi schreibt, dass Kim Yu-sin zu den Nachfahren von Shaohao gehörte.

## Literarische Anspielungen
Im MMORPG World of Warcraft gibt es eine Figur „Shaohao“.